# Freimehring

Filialkirche St. Andreas in Freimehring

Freimehring ist ein Gemeindeteil der Gemeinde Rechtmehring im oberbayerischen Landkreis Mühldorf am Inn.

## Geographie
Das Kirchdorf liegt auf der Gemarkung Rechtmehring zwei Kilometer südwestlich des Ortskerns von Rechtmehring an der Kreisstraße MÜ 32.

## Geschichte
Die katholische Filialkirche St. Andreas in Freimehring ist ein kleiner barockisierter Saalbau mit Polygonalchor und Westturm, um 1600 auf gotischer Grundlage erbaut.
Freimehring gehört seit 1818 zur damals durch das bayerische Gemeindeedikt begründeten Gemeinde Rechtmehring.